# 足立吉正
足立 吉正（あだち よしまさ、1948年（昭和23年）11月27日 - ）は、日本の実業家。JX日鉱日石金属社長兼パンパシフィック・カッパー社長などを務めた。

## 人物・経歴
茨城県東茨城郡小川町（現在の小美玉市）出身。茨城県立水戸第一高等学校を経て、1972年3月一橋大学法学部卒業。高校、大学ではラグビー部に所属。進藤孝生（日本製鉄会長）は、一橋大学ラグビー部の1年後輩で、ともにフォワードを務めた。
1972年4月日本鉱業（現在のJX金属）入社。佐賀関製錬所（現在のパンパシフィック・カッパー佐賀関製錬所）総務部業務課配属。1975年から本社勤務。営業畑を歩み、2000年日鉱金属執行役員金属加工事業部副事業部長、2003年日鉱金属加工代表取締役社長、2004年兼新日鉱ホールディングス取締役、2006年日鉱金属代表取締役副社長。2010年JX日鉱日石金属副社長・社長補佐・金属事業本部長。
2012年JX日鉱日石金属代表取締役社長。パンパシフィック・カッパー代表取締役社長及びJXホールディングス取締役兼務。チリ初日系資本出資100％のカセロネス銅鉱山での生産を進め、銅精鉱の出荷を開始した。2014年JX日鉱日石金属顧問。2015ソーダニッカ監査役。2016年ソーダニッカ取締役。
一般財団法人宇宙システム開発利用推進機構理事、立命館アジア太平洋大学アドバイザリー・コミッティ委員、一般社団法人日本チタン協会副会長、日本伸銅協会副会長なども歴任。